# Nativitanki
Nativitanki (właściwie Zgromadzenie Sióstr Narodzenia NMP) – polskie, żeńskie zgromadzenie zakonne.

## Działalność
Siostry odpowiadają na dar powołania do życia zakonnego przez śluby czystości, ubóstwa i posłuszeństwa, oddając się całkowicie umiłowanemu nade wszystko Bogu, Jego czci, i Jego służbie. Profesja rad ewangelicznych zespala Siostry w szczególny sposób z kościołem, zobowiązuje i uzdalnia do poświęcenia całego życia Jego dobru, aby zakorzeniać Królestwo Boże i rozszerzać je na całym świecie.
Strój sióstr Nativitanek to: habit koloru granatowego (forma sutanny kapłańskiej), na głowie czepek z białą wypustką oraz krzyż.
Etapy formacji: kandydatura, postulat, nowicjat, juniorat, formacja permanentna.

## Siedziby
Dom Generalny: Al. 1-go Maja 15/3, 90-717 Łódź.
Pozostałe domy zakonne:
- ul. Topolowa 34, 95-073 Grotniki,
- ul. 3-go Maja 3, 99-352 Dąbrowice k/Kutna.